# 东河乡 (喜德县)
东河乡，是中华人民共和国四川省凉山彝族自治州喜德县曾经下辖的一个乡。2019年12月，撤销东河乡，将其所属行政区域划归西昌市川兴镇管辖。

## 行政区划
东河乡撤销前下辖以下地区：
拉克村、加尔村、瓦尔村和东河村。